# Holargos B.C.
El Holargos B.C. (griego: Καλαθοσφαιρικός Όμιλος Χολαργού) es un equipo de baloncesto griego con sede en Colargos, que actualmente juega en la A1 Ethniki, la primera división griega, tras su ascenso en 2018. Disputa sus partidos como local en el Antonis Tritsis Indoor Hall, con capacidad para 1.665 espectadores.

## Historia
El Holargos BC fue fundado en 1982 con su sede en Holargos, un suburbio de aproximadamente 45.000 habitantes. Era en ese momento el único club de baloncesto masculino en los suburbios. Nace como un club amateur, y su funcionamiento depende de subvenciones y de cuotas de los abonados.
En 2016 se fusionó con el Livadeia B.C., para participar de manera conjunta en la A2 Ethniki, la segunda categoría del baloncesto griego.
En 2018 logró el ascenso por primera vez en su historia a la A1 Ethniki, tras derrotar en los playoffs de rpomoción al Apollon Patras B.C..

## Trayectoria
| Temporada | Nivel | Liga       | Pos. | J     | PL  | Resultado       |
| --------- | ----- | ---------- | ---- | ----- | --- | --------------- |
| 2013-14   | 3     | B Ethniki  | 8    | 12-13 |     |                 |
| 2014-15   | 3     | B Ethniki  | 10   | 10-16 |     |                 |
| 2015-16   | 3     | B Ethniki  | 6    | 16-12 |     |                 |
| 2016-17   | 2     | A2 Ethniki | 6    | 17-13 |     |                 |
| 2017-18   | 2     | A2 Ethniki | 2    | 25-5  | 6-2 | Ascensoplayoffs |
| 2018-19   | 1     | A1 Ethniki |      |       |     |                 |